# Željko Bujas
Željko Bujas (Pag, 16. veljače 1928. - Zagreb, 16. ožujka 1999.), hrvatski jezikoslovac, anglist, amerikanist, leksikograf, akademik HAZU, prevoditelj i diplomat.

## Životopis
Rođen je u gradu Pagu. Od malena je živio na susjednome Rabu i prihvatio ga kao zavičaj. Ondje je završio osnovnu školu. Gimnaziju je pohađao u Zagrebu i Sisku, a maturirao je na Trećoj muškoj gimnaziji u Zagrebu. Godine 1946. upisao je na Filozofskom fakultetu u Zagrebu engleski jezik i književnost te ruski jezik i književnost i diplomirao 1952. godine.
Željko Bujas ima za sobom dugu sveučilišnu karijeru (1954. – 1992.) kao profesor anglistike i amerikanistike na Filozofskom fakultetu u Zagrebu.
Pomno prateći tehničke novine, osobito primjenu računala u jezikoslovlju, intenzivno je od 1963. proučavao pojavnosti u 32.000 riječi kontinuiranoga teksta, a ta analiza čini središnji dio njegove doktorske disertacije Problemi linearnoga paralelizma u strojnom prevođenju stručnih tekstova s engleskoga na hrvatski, koju je obranio 1965. Godine 1965. bio je izabran za docenta, 1971. godine, za izvanrednoga profesora 1976. godine, a za redovitoga profesora 1974. godine. Godine 1977. izabran je za člana suradnika JAZU, godine 1988. za izvanrednoga člana i godine 1991. za redovitoga člana Hrvatske akademije znanosti i umjetnosti. U drugoj godini Domovinskoga rata akademik Bujas bio je prvim urednikom "Vijesti" kojima je Akademija širila istinu o sebi i o mladoj samostalnoj hrvatskoj državi, a na engleski je prevodio bitne tekstove.
Otkako je počeo raditi na Filozofskom fakultetu intenzivno se bavio problemima primjene računalnih metoda u analizi teksta, posebno pak računalnim konkordancijama književnih djela pojedinih hrvatskih pisaca te važnih povijesnih dokumenata. Na takav rad potaknuo je i neke od svojih kolega. O teoretskim i metodološkim pitanjima računalne obradbe tekstova pisao je u znanstvenim glasilima od 1967. te o tom izlagao u Zagrebačkom lingvističkom krugu. Nagradu „Božidar Adžija“ za znanstvenu djelatnost dobio je 1976.
Znanstveni rad akademika Željka Bujasa obilježio je hrvatsko jezikoslovlje, posebno anglistiku i amerikanistiku, te leksikografiju druge polovice 20. stoljeća. Kontrastivno analizirao engleski i hrvatski. Osobito je proučavao posebnosti američkog engleskog u odnosu na britanski (osobito u rječniku).
Od 1993. do 1995. bio je na dužnosti veleposlanika Republike Hrvatske u Ujedinjenom Kraljevstvu. Bio je prvi hrvatski veleposlanik u Velikoj Britaniji (1993–95), a nakon povratka s te dužnosti otišao je u mirovinu. Zastupnik u Hrvatskome državnom saboru (od 1995.) kao zastupnik HDZ-a, u trećem sazivu Zastupničkoga doma.
Dopunio je Drvodelićev engleski-hrvatski rječnik. Bujasov vlastiti projekt hrvatsko-engleskog enciklopedijskog rječnika ostao je nedovršen. Posmrtno (1999.) su mu objavljeni Veliki englesko-hrvatski rječnik i Veliki hrvatsko-engleski rječnik i iste godine posmrtno je dobio Državnu nagradu za životno djelo.